# Kawauchi
Kawauchi (川内村?) è un villaggio giapponese della prefettura di Fukushima.